# Luigi Mainolfi
Luigi Mainolfi (Rotondi, 16 februari 1948) is een Italiaanse beeldhouwer en tekenaar.

## Leven en werk
Mainolfi kreeg zijn kunstopleiding aan de Accademia di Belle Arti di Napoli in Napels. In 1973 trok hij naar Turijn, destijds de stad van de Italiaanse avantgardistische kunststromingen. Hij sloot zich aan bij de groepering Nuevi-nuevi. In 1977 kreeg hij zijn eerste expositie in Cavriago met werken uit de periode 1972 tot 1976: Calchi del propio corpo in gesso. In 1981 werd hij uitgenodigd voor de Biënnale van São Paulo in de Braziliaanse stad São Paulo. In 1982 was hij met werk aanwezig bij de Biënnale van Venetië, documenta 7 in de Duitse stad Kassel en de Biënnale van Parijs (met Le Basi di ciello uit 1981/82) in het Musée d'art moderne de la Ville de Paris: Parigi arte italiana 1960-1982. In 1986 won hij met het werk Elefantessa de bronzen prijs bij de Biënnale van Venetië.
Mainolfi had in 1990 een eigen zaal met zijn installatie Solle nero (1988/89) in het Italiaanse paviljoen tijdens de Biënnale van Venetië. In 2002 nam hij, met onder anderen Sol LeWitt, Dani Karavan en Mario Merz deel aan de XI Biennale Internazionale di scultura di Carrara in Carrara
De kunstenaar woont en werkt in Turijn. Zijn werk, van de materialen terracotta, brons, marmer, lavasteen, gips en hout, wordt gerekend tot de arte povera.

## Werken (selectie)
- 1980: Nascita di Orco e Elefantessa
- 1981/85: Tufi
- 1986: Citta gigante
- 1987: Arcipellago
- 1995/97: Tamburo del sole
- 1997: Gabbie
- 1999: Vestiti en Colonne di maggio
- 1999/2000: Terre fertile (ijzer en terracotta), bijdrage aan het beeldenpark Il Giardino di Daniel Spoerri van de Zwitserse kunstenaar Daniel Spoerri in Seggiano (regio Toscane) - medewerking werd verleend door de Japanse kunstenaar Kimitake Sato
- 2002: Ballerina (6-delig, marmer)[2], Parco della Padula in Carrara